# Відіша
Відіша (гінді विदिशा) — місто в індійському штаті Мадх'я-Прадеш. Є адміністративним центром однойменного округу.

## Клімат
Місто знаходиться у зоні, котра характеризується середземноморським кліматом. Найтепліший місяць — травень із середньою температурою 33.6 °C (92.4 °F). Найхолодніший місяць — січень, із середньою температурою 17.5 °С (63.5 °F).
| Клімат Відіші           | Клімат Відіші | Клімат Відіші | Клімат Відіші | Клімат Відіші | Клімат Відіші | Клімат Відіші | Клімат Відіші | Клімат Відіші | Клімат Відіші | Клімат Відіші | Клімат Відіші | Клімат Відіші | Клімат Відіші |
| Показник                | Січ.          | Лют.          | Бер.          | Квіт.         | Трав.         | Черв.         | Лип.          | Серп.         | Вер.          | Жовт.         | Лист.         | Груд.         | Рік           |
| Середній максимум, °C   | 25            | 28            | 33,5          | 38,2          | 40,9          | 37,8          | 31            | 29,1          | 30,7          | 32,2          | 28,8          | 25,4          | 31,7          |
| Середня температура, °C | 17,5          | 20            | 25,3          | 30,2          | 33,6          | 31,9          | 27,2          | 25,9          | 26,2          | 25,3          | 21,2          | 18            | 25,2          |
| Середній мінімум, °C    | 10            | 12            | 17,1          | 22,2          | 26,2          | 25,9          | 23,4          | 22,7          | 21,8          | 18,5          | 13,7          | 10,5          | 18,7          |
| Норма опадів, мм        | 11.6          | 8.2           | 4.5           | 4.1           | 9.5           | 99.7          | 349.8         | 331           | 191.2         | 17            | 18.2          | 9.1           | 1053.9        |
| ----------------------- | ------------- | ------------- | ------------- | ------------- | ------------- | ------------- | ------------- | ------------- | ------------- | ------------- | ------------- | ------------- | ------------- |
| Джерело: Weatherbase    |               |               |               |               |               |               |               |               |               |               |               |               |               |

## Демографія
Відповідно до результатів перепису 2011 року чисельність населення міста становила 155 959 осіб. Частка чоловіків — 53,21 %, жінок — 46,79 %. Середній рівень писемності — 86,88 %, що вище за загальноіндійський показник (74,04 %). 15 % населення були дітьми молодшими за 6 років.

## Пам'ятки
На північ від міста розташовані руїни стародавнього міста Беснагара, а також колона Геліодора — найбільш ранній монумент на честь Крішни з тих, що збереглись до сьогодення. Біля Відіші також розташовані печери Удаягірі з барельєфами й написами, що належать до періоду Гуптів.